# Verband der Österreichischen Musikwirtschaft – IFPI Austria
Verband der Österreichischen Musikwirtschaft – IFPI Austria ist der Berufsverband der österreichischen Musikindustrie und die österreichische Landesgruppe der IFPI.

## Aufgaben
Die Mitglieder von IFPI Austria umfassen sowohl Major-Labels als auch Independent-Firmen und machen etwa 90 % des österreichischen Musikmarktes aus. Präsident des Vereins ist Dietmar Lienbacher von Sony Music Austria, Geschäftsführer ist seit 1993 der Jurist Franz Medwenitsch. Der Verband setzt sich u. a. für den Schutz des geistigen Eigentums und die Bekämpfung der Musikpiraterie ein, veranstaltet den jährlichen Amadeus Austrian Music Award, gibt die offiziellen österreichischen Verkaufscharts Austria Top 40 heraus und vergibt seit 1986 die Gold- und Platinauszeichnungen.

## Verleihungsgrenzen der Tonträgerauszeichnungen
Die Verleihungsgrenzen richten sich nach dem Veröffentlichungsdatum des Tonträgers.

### Alben
| Auszeichnung | bis 31. Dezember 2000 | bis 31. Dezember 2002 | bis 31. Dezember 2006 | bis 31. Dezember 2012 | seit 1. Januar 2013 |
| ------------ | --------------------- | --------------------- | --------------------- | --------------------- | ------------------- |
| Gold         | 25.000                | 20.000                | 15.000                | 10.000                | 7.500               |
| Platin       | 50.000                | 40.000                | 30.000                | 20.000                | 15.000              |
| 2× Platin    | 100.000               | 80.000                | 60.000                | 40.000                | 30.000              |
| …            |                       |                       |                       |                       |                     |

### Singles
| Auszeichnung | bis 31. Dezember 1988 | bis 31. Dezember 2000 | bis 31. Dezember 2002 | seit 1. Januar 2003 |
| ------------ | --------------------- | --------------------- | --------------------- | ------------------- |
| Gold         | 50.000                | 25.000                | 20.000                | 15.000              |
| Platin       | 100.000               | 50.000                | 40.000                | 30.000              |
| 2× Platin    | 200.000               | 100.000               | 80.000                | 60.000              |
| …            |                       |                       |                       |                     |

### Videoalben
| Gold      | 5.000  |
| Platin    | 10.000 |
| 2× Platin | 20.000 |
| …         |        |

## Belege
1. ↑  Verband der Österreichischen Musikwirtschaft – IFPI Austria. In: Unternehmen24.at. Unimedia, abgerufen am 8. Dezember 2015.
2. ↑  Sony Music Entertainment: Sony Music Entertainment. Abgerufen am 11. April 2019.
3. ↑  Dr. Franz Medwenitsch. ORF, archiviert vom Original (nicht mehr online verfügbar) am 21. Dezember 2015; abgerufen am 8. Dezember 2015.
4. ↑  IFPI Organisation. IFPI Austria, abgerufen am 8. April 2019.
5. 1 2 3  rolands: Gold, Platin & Diamant. In: Austriancharts.at. Hung Medien, 26. Februar 2004, abgerufen am 7. November 2024.
6. 1 2 3  Gold & Platin. IFPI Austria, abgerufen am 8. Dezember 2015.
7. 1 2  Gold & Platin Datenbank (Memento vom 8. Juli 2007 im Internet Archive). IFPI Austria, abgerufen am 8. Dezember 2015.